# 象山站
象山站位於臺灣臺北市信義區，為臺北捷運淡水信義線（信義線）的捷運車站。

## 車站概要
車站位於信義路五段三犁里與安康里交界處，松仁路口與松勇路口間，接近信義快速道路信義路端，因鄰近名勝象山而得名，車站編號為R02。與台北101／世貿站及市政府站擔任信義計畫區的重要聯外捷運站。
初期規劃本站站名取自四獸山之象山英文名「Elephant Mountain」，後改為音譯「Xiangshan」。

## 車站構造
- 淡水信義線：地下二層車站，一個島式月台，三個出入口。[2]
- 環狀線：地下四層車站，一個島式月台，三個出入口。[3]

設有「波浪型三段式電扶梯」，高度有13.38公尺，但長度加上中間波浪平台2公尺平台，一共有28.76公尺，為台北捷運第二座有超長電扶梯的車站。

### 車站樓層
| 地面      | 出入口                       | 出入口                                                |  |
| 地下 一樓 | 大廳層                       | 車站大廳、詢問處、自動售票機、驗票閘門                |  |
| 地下 一樓 | 大廳層                       | 洗手間                                                |  |
| 地下 二樓 | 一月台                       | ← 淡水信義線 往淡水方向（R03 台北101/世貿站）         |  |
| 地下 二樓 | 島式月台，左側開門           |                                                       |  |
| 地下 二樓 | 二月台                       | 淡水信義線 往終點站方向（R01 廣慈/奉天宮站，興建中）→ |  |
| 地下 四樓 | 一月台                       | ← 環狀線 順行方向（Y42站）                            |  |
| 地下 四樓 | 島式月台，左側開門（興建中） |                                                       |  |
| 地下 四樓 | 二月台                       | 環狀線 逆行方向（Y40 永春站）→                        |  |

※平時僅開放一月台提供載客服務，因應尖峰時段、資訊展或大型展覽導致大量人潮湧入台北101/世貿站，會在另一側月台加開往北投方向的列車疏運。
※未來待信義線東延段通車後二月台將變更成下行月台往R01廣慈/奉天宮，同時二月台開門方向會變成左側。
※跨年疏運期間，部分班次由本站直達信義安和站（不停靠台北101/世貿站）。

### 車站出口
出口1、2位於車站西端，出口3位於車站東端，無障礙電梯位於出口1、2。
| 出入口                      | 圖片         | 位置     |
| --------------------------- | ------------ | -------- |
| 出入口1                     |              | 松仁路   |
| 出入口2                     |              | 象山公園 |
| 出入口3                     |              | 興雅國中 |
| 出入口4                     | 尚未建設完成 |          |
| 出入口5                     | 尚未建設完成 |          |
| 出入口6                     | 尚未建設完成 |          |
| 註： 設有電梯 \| 設有手扶梯 |              |          |

## 歷史
- 2005年7月動工[7]。
- 2009年12月23日：信義線延伸案通過行政院經建會審議，自象山站東延兩站，並設置儲車尾軌。
- 2013年10月13日：辦理信義線初勘作業。
- 2013年11月8日：交通部辦理信義線履勘作業。
- 2013年11月24日：隨著信義線「中正紀念堂←→象山」段正式通車而啟用（通車後與淡水線直通運行，營運模式為「北投←→象山」）[8]:227。
- 2014年11月15日：松山線通車後，淡水線不再與新店線直通營運，回歸原始規畫，本站發出的列車可直通淡水站[8]:228。

### 預定時程
- 2026年：信義線東延段「象山←→廣慈／奉天宮」段正式通車，終點由本站延伸至廣慈／奉天宮[9]。
- 2032年：環狀線東環段（劍南路-動物園）通車[10]。

## 利用狀況
根據2024年12月資料，本站每日旅運量約為29,337，在台北捷運各站中排行第56名。
| 年   | 年間      | 年間      | 年間      | 年間   | 單日平均 | 單日平均 |
| 年   | 上車      | 下車      | 上下車計  | 來源   | 上車     | 上下車   |
| ---- | --------- | --------- | --------- | ------ | -------- | -------- |
| 2013 | 555,604   | 576,601   | 1,132,205 | [ 11 ] | 14,621   | 29,795   |
| 2014 | 2,929,051 | 2,645,394 | 5,574,445 | [ 11 ] | 8,025    | 15,272   |
| 2015 | 3,599,580 | 3,224,520 | 6,824,100 | [ 11 ] | 9,862    | 18,696   |
| 2016 | 3,851,110 | 3,456,473 | 7,307,583 | [ 11 ] | 10,522   | 19,966   |
| 2017 | 4,031,810 | 3,672,514 | 7,704,324 | [ 11 ] | 11,046   | 21,108   |
| 2018 | 4,479,945 | 4,122,051 | 8,601,996 | [ 11 ] | 12,274   | 23,567   |

## 公共藝術
本站設有「心蛙朵朵開」之公共藝術，裝飾於穿堂層非付費區的牆面。

## 車站周邊
- 臺北市政府警察局信義分局[13]

- 中華電信臺北東區服務中心
- 華南銀行總行
- 華南金融控股公司總部
- 臺北南山廣場
- NEO19 [14]
- 信義威秀影城
- 新光三越信義新天地
- 遠百信義A13
- Apple 信義A13
- 台北寒舍艾美酒店
- 象山公園
- 信義運動中心

- 臺北市立信義國民中學（信義社區大學）
- 臺北市立吳興國民小學
- 象山親山步道
- 臺北市政府交通局松德辦公大樓
- 臺北市立聯合醫院松德院區
- 挹翠山莊
- 信義快速道路
- 臺北市公共自行車租賃系統
  - 捷運象山站（1號出口）
  - 捷運象山站（2號出口）
  - 捷運象山站（3號出口）

## 公車資訊
| 編號       | 經營業者   | 區間                   | 備註 |
| ---------- | ---------- | ---------------------- | ---- |
| 20         | 大都會客運 | 永春高中←→青年公園     |      |
| 33         | 大都會客運 | 永春高中←→美麗華       |      |
| 46         | 大都會客運 | 松德←→圓環             |      |
| 88         | 大有巴士   | 重陽路←→臺北車站       |      |
| 88區間車   | 大有巴士   | 南港花園社區←→臺北車站 |      |
| 207        | 東南客運   | 內湖←→捷運南勢角站     |      |
| 612        | 大都會客運 | 松德←→惇敘工商         |      |
| 藍10       | 首都客運   | 民生社區←→南港花園社區 |      |
| 信義幹線   | 首都客運   | 捷運昆陽站←→臺北車站   |      |
| 市民小巴17 | 大都會客運 | 吳興街←→松山車站       |      |

## 腳註

### 來源資料
1. 1 2  . 臺北大眾捷運股份有限公司. 2021-01-15.
2. ↑  . Sdpo.dorts.gov.tw.   [2014-08-09]. （原始内容存档于2013-10-19）.
3. ↑  臺北都會區大眾捷運系統環狀線東環段DF118設計標
4. ↑  . 聯合新聞網. 2013-10-16  [2014-08-09]. （原始内容存档于2013-10-20）.
5. ↑  . 民視新聞. 2013-11-19  [2014-01-19]. （原始内容存档于2014-02-03）.
6. ↑  . TVBS. 2013-10-18  [2014-01-19]. （原始内容存档于2014-02-01）.
7. ↑  . Tpml.edu.tw.   [2014-08-09]. （原始内容存档于2013-09-27）.
8. 1 2  徐榮崇. . 臺北市文獻委員會. 2015年12月  [2020-01-05]. ISBN 9789860469875. （原始内容存档于2020-12-07）. 國家圖書館
9. ↑  蔡思培. . 自由時報. 2023-04-11  [2023-06-04]. （原始内容存档于2023-06-06）.
10. ↑  鍾維軒. . 聯合新聞網. 2023-03-29  [2023-11-23]. （原始内容存档于2023-05-18）.
11. ↑  臺北捷運公司. . 2019-02-26  [2019-08-10]. （原始内容存档于2020-11-28）. 臺北市統計資料庫查詢系統
12. ↑  . 臺北市政府捷運工程局.   [2023-11-27].
13. ↑  .   [2015-11-18]. （原始内容存档于2015-11-18）.
14. ↑  .   [2015-12-08]. （原始内容存档于2015-12-08）.

## 外部連結
- 臺北大眾捷運股份有限公司 （页面存档备份，存于）
- 臺北市政府捷運工程局 （页面存档备份，存于）
- 象山站位置圖（台北捷運公司） （页面存档备份，存于）
- 象山站車站剖面相關位置圖（台北捷運公司） （页面存档备份，存于）